# 羊舌姓
羊舌姓是漢字複姓。百家姓排行第473。

## 起源
出自姬姓。春秋時，晉國君主晉武公的兒子伯僑有孫名突，晉獻公封其為羊舌（今山西沁縣）大夫，是謂羊舌突，其後人以羊舌為氏。春秋後期，羊舌氏覆灭，子孫逃亡在外，為避開他人耳目，有的子孫就改姓羊氏、杨氏。

## 郡望堂号
- 京兆郡：漢以京兆尹、左馮翊、右扶風為三輔，為「三輔」之首，相當於現在陝西省西安市至華縣一帶地區。魏改建京尹郡。

## 延伸阅读
[在维基数据编辑]
 《百家姓》
 《欽定古今圖書集成·明倫彙編·氏族典·羊舌姓部》，出自陈梦雷《古今圖書集成》